# Pădureni (Jariștea), Vrancea
Pădureni este un sat în comuna Jariștea din județul Vrancea, Moldova, România.

## Istoric
Satul Pădureni este cea mai veche așezare a comunei Jariștea. Aici este singurul loc unde există sursă de apă la suprafață, pânza freatică permițând săparea de fântâni. Celelalte sate neavând fântâni, apa a fost adusă până la Primul Război Mondial, cu ciuberele de la fântânile din Pădureni și din râul Putna, iar după 1846 din Canalul Sturza. Din 1864 până la sfârșitul celui De Al Doilea Război Mondial, satul Pădureni, a aparținut comunei Vărsătura. În urma reorganizării teritoriale, satul, a trecut la comuna Jariștea.

## Obiective notabile
- Situl arheologic de la „Pițigoi”, unde s-au descoperit urmele unei așezări din perioada La tène III, cultura geto-dacică